# Laura Soucek
Laura Soucek (Velletri, 1973) es una investigadora italiana, líder de grupo en el Instituto de Oncología del Hospital Universitario Valle de Hebrón, profesora de investigación en ICREA (siglas en inglés para la Institución Catalana de Investigación y Estudios Superiores), y CEO de Peptomyc S.L. Trabaja con la oncoproteína Myc, que se desregula cuando el organismo sufre cáncer. Soucek ha diseñado una variante dominante negativa, Omomyc, que le permite investigar los beneficios de inhibir el Myc durante el cáncer.

## Biografía
Soucek nació en Velletri, a las afueras de Roma. Estudió biología en la Universidad de Roma La Sapienza, donde se graduó en 1996 investigando novedosos tratamientos contra el cáncer. Luego de licenciarse, fue al Centro Nacional de Investigación en Roma, donde empezó un doctorado en genética y biología molecular.  Se doctoró en 2001, y se unió a la Universidad de California, San Francisco, como postdoc en el laboratorio de Gerard Evan. Ahí, fue nombrada investigadora asistente  en 2006. Regresó a Europa en 2011, y se unió al VHIO (Instituto de Oncología del Hospital Universitario Valle de Hebrón) como Investigadora Principal.

## Carrera e investigación
Soucek es investigadora principal del grupo de Modelización de Terapias anti-tumorales, siendo la primera mujer investigadora principal en esa institución. Fue nombrada profesora de investigación en ICREA en 2014. Ese mismo año fundó la empresa Peptomyc S.L. que dirige como directora ejecutiva. En 2015 se convirtió en profesora asociada en la Universidad Autónoma de Barcelona. Sus investigaciones se centran en la oncoproteína Myc, una proteína de la cual las células cancerígenas parecen depender. Demostró que la inhibición de Myc trae beneficio terapéutico a los ratones con cáncer, y carece de efectos secundarios adversos. Soucek creó Omomyc, una forma negativa dominante de Myc, que es capaz de inhibirlo.
En 2019, el Instituto europeo de Innovación y Tecnología le entregó el Premio Público.

## Publicaciones seleccionadas
- Soucek, Laura (2020). «Blocking Myc to Treat Cancer: Reflecting on Two Decades of Omomyc». Cells 9 (4). doi:10.3390/cells9040883.
- Soucek, Laura (2019). «Intrinsic cell-penetrating activity propels Omomyc from proof of concept to viable anti-MYC therapy». Science Traslational Medicine 11 (484). doi:10.1126/scitranslmed.aar5012.
- Soucek, Laura (2008). «Modelling Myc inhibition as a cancer therapy». Nature 455 (7213): 679-683. Bibcode:2008Natur.455..679S. PMC 4485609. PMID 18716624. doi:10.1038/nature07260.
- Soucek, Laura (2008). «Modelling Myc inhibition as a cancer therapy». Nature 455 (7213): 679-683. Bibcode:2008Natur.455..679S. PMC 4485609. PMID 18716624. doi:10.1038/nature07260.
- Soucek, Laura (2007). «Mast cells are required for angiogenesis and macroscopic expansion of Myc-induced pancreatic islet tumors». Nature Medicine 13 (10): 1211-1218. PMID 17906636. doi:10.1038/nm1649.
- Soucek, Laura (2013). «Inhibition of Myc family proteins eradicates KRas-driven lung cancer in mice». Genes & Development 27 (5): 504-513. PMC 3605464. PMID 23475959. doi:10.1101/gad.205542.112.